# Acid iocetamic
Axit iocetamic là một phân tử được sử dụng làm thuốc cản quang.